# Coupe de Russie de football 2021-2022
Navigation
Édition précédente Édition suivante
La Coupe de Russie 2021-2022 est la 30e édition de la Coupe de Russie depuis la dissolution de l'Union soviétique. Elle prend place entre le 14 juillet 2021 et le 29 mai 2022.
Un total de 99 équipes prennent part à la compétition, incluant l'ensemble des clubs des trois premières divisions russes, à l'exception des clubs-écoles, ainsi que trois équipes amateurs.
Le vainqueur de la coupe se qualifie pour l'édition 2022 de la Supercoupe de Russie. La qualification initialement prévue pour les barrages de qualification de la Ligue Europa 2022-2023 est quant à elle suspendue à la suite de l'invasion de l'Ukraine par la Russie.
La compétition est remportée par le Spartak Moscou qui remporte sa quatrième coupe nationale aux dépens du Dynamo Moscou à l'issue de la finale.

## Phase qualificative

### Premier tour
Les rencontres de ce tour sont jouées les 14 et 18 juillet 2021. Cette phase ne concerne que les équipes de la troisième division 2021-2022 et les clubs amateurs. Pour limiter les coûts de déplacement, les équipes sont préalablement réparties selon leurs zones géographiques avant le tirage au sort.
| Date                                | Club                                | Score               | Club                               |
| Groupe 1 (Sud)                      | Groupe 1 (Sud)                      | Groupe 1 (Sud)      | Groupe 1 (Sud)                     |
| ----------------------------------- | ----------------------------------- | ------------------- | ---------------------------------- |
| 14 juillet 2021                     | Avangard Koursk (D3)                | 6 - 0               | (D3) Saliout Belgorod              |
| 18 juillet 2021                     | StavAgrosoïouz Stavropol (D5)       | 2 - 4               | (D3) Dinamo Stavropol              |
| 18 juillet 2021                     | Biolog-Novokoubansk (D3)            | 3 - 3 (4 - 3 tab)   | (D3) FK Touapsé                    |
| 18 juillet 2021                     | Spartak Naltchik (D3)               | 3 - 2               | (D3) Dinamo Makhatchkala           |
| 18 juillet 2021                     | Machouk-KMV Piatigorsk (D3)         | 4 - 0               | (D3) FK Iessentouki                |
| 18 juillet 2021                     | Forte Taganrog (D3)                 | 3 - 0               | (D3) Droujba Maïkop                |
| Groupe 2 et 3 (Ouest-Centre et Est) |                                     |                     |                                    |
| 14 juillet 2021                     | Dinamo Saint-Pétersbourg (D3)       | 2 - 2 (12 - 11 tab) | (D3) FK Tchita                     |
| 14 juillet 2021                     | Iadro Saint-Pétersbourg (D4)        | 0 - 2               | (D3) Zvezda Saint-Pétersbourg (en) |
| 14 juillet 2021                     | Krasava Odintsovo (D3)              | 3 - 0               | (D3) Metallourg Vidnoïe            |
| 14 juillet 2021                     | FK Smolensk (D3)                    | 0 - 0 (3 - 2 tab)   | (D3) Louki-Energia Velikié Louki   |
| 14 juillet 2021                     | Sakhaline Ioujno-Sakhalinsk (D3)    | 0 - 2               | (D3) Dinamo Vladivostok            |
| 14 juillet 2021                     | Kvant Obninsk (en) (D3)             | 0 - 3               | (D3) Kaïrat Moscou                 |
| 14 juillet 2021                     | Znamia Trouda Orekhovo-Zouïevo (D3) | 1 - 1 (3 - 4 tab)   | (D3) Peresvet Domodedovo           |
| 14 juillet 2021                     | Znamia Noguinsk (D3)                | 3 - 0               | (D3) FK Kolomna                    |
| 14 juillet 2021                     | Torpedo Vladimir (D3)               | 2 - 0               | (D3) FK Mourom                     |
| 14 juillet 2021                     | Khimik Dzerjinsk (D3)               | 0 - 0 (1 - 3 tab)   | (D3) Volna Kovernino               |
| Groupe 4 (Oural-Privoljié et Est)   |                                     |                     |                                    |
| 14 juillet 2021                     | Nosta Novotroïtsk (D3)              | 1 - 3               | (D3) Torpedo Miass (ru)            |
| 14 juillet 2021                     | Amkar Perm (D3)                     | 2 - 2 (2 - 3 tab)   | (D3) FK Tioumen                    |
| 14 juillet 2021                     | Dinamo Barnaoul (D3)                | 1 - 1 (4 - 2 tab)   | (D3) FK Novossibirsk               |
| 14 juillet 2021                     | FK Saransk (D3)                     | 1 - 0               | (D3) Zénith Penza                  |
| 14 juillet 2021                     | Lada Togliatti (D3)                 | 0 - 4               | (D3) Spartak Touïmazy              |

### Deuxième tour
Les rencontres de ce tour sont jouées le 28 juillet 2021. Cette phase ne concerne que les équipes de la troisième division 2021-2022 et les clubs amateurs. Pour limiter les coûts de déplacement, les équipes sont préalablement réparties selon leurs zones géographiques avant le tirage au sort.
| Date                                | Club                               | Score             | Club                            |
| Groupe 1 (Sud)                      | Groupe 1 (Sud)                     | Groupe 1 (Sud)    | Groupe 1 (Sud)                  |
| ----------------------------------- | ---------------------------------- | ----------------- | ------------------------------- |
| 28 juillet 2021                     | Dinamo Stavropol (D3)              | 1 - 0             | (D3) Kouban Holding Pavlovskaïa |
| 28 juillet 2021                     | Tchernomorets Novorossiisk (D3)    | 0 - 3 Forfait     | (D3) Biolog-Novokoubansk        |
| 28 juillet 2021                     | Legion-Dinamo Makhatchkala (D3)    | 0 - 0 (4 - 2 tab) | (D3) Spartak Naltchik           |
| 28 juillet 2021                     | Anji Makhatchkala (D3)             | 0 - 0 (4 - 2 tab) | (D3) Machouk-KMV Piatigorsk     |
| 28 juillet 2021                     | SKA Rostov (D3)                    | 0 - 0 (6 - 7 tab) | (D3) Forte Taganrog             |
| 28 juillet 2021                     | Tchaïka Pestchanokopskoïe (D3)     | 2 - 0             | (D3) Avangard Koursk            |
| Groupe 2 et 3 (Ouest-Centre et Est) |                                    |                   |                                 |
| 28 juillet 2021                     | FK Leningradets (D3)               | 4 - 0             | (D3) Dinamo Saint-Pétersbourg   |
| 28 juillet 2021                     | Zvezda Saint-Pétersbourg (en) (D3) | 1 - 0             | (D3) FK Tver                    |
| 28 juillet 2021                     | Stroguino Moscou (D3)              | 0 - 3             | (D3) Krasava Odintsovo          |
| 28 juillet 2021                     | Dinamo Briansk (D3)                | 1 - 1 (7 - 6 tab) | (D3) FK Smolensk                |
| 28 juillet 2021                     | Dinamo Vladivostok (D3)            | 2 - 1             | (D3) Tchertanovo Moscou         |
| 28 juillet 2021                     | Kaïrat Moscou (D3)                 | 1 - 0             | (D3) FK Kalouga                 |
| 28 juillet 2021                     | Peresvet Domodedovo (D3)           | 1 - 1 (4 - 3 tab) | (D3) FK Riazan                  |
| 28 juillet 2021                     | Saturn Ramenskoïe (D3)             | 0 - 2             | (D3) Znamia Noguinsk            |
| 28 juillet 2021                     | Rodina Moscou (D3)                 | 2 - 3             | (D3) Torpedo Vladimir           |
| 28 juillet 2021                     | Volna Kovernino (D3)               | 0 - 0 (5 - 4 tab) | (D3) Chinnik Iaroslavl          |
| Groupe 4 (Oural-Privoljié et Est)   |                                    |                   |                                 |
| 28 juillet 2021                     | Torpedo Miass (ru) (D3)            | 2 - 0             | (D3) FK Tcheliabinsk            |
| 28 juillet 2021                     | Ildar Ilinski (D4)                 | 0 - 3             | (D3) Zénith Ijevsk              |
| 28 juillet 2021                     | FK Tioumen (D3)                    | 0 - 0 (5 - 4 tab) | (D3) Zvezda Perm                |
| 28 juillet 2021                     | Irtych Omsk (D3)                   | 1 - 2             | (D3) Dinamo Barnaoul            |
| 28 juillet 2021                     | Sokol Saratov (D3)                 | 2 - 3             | (D3) FK Saransk                 |
| 28 juillet 2021                     | Spartak Touïmazy (D3)              | 1 - 1 (2 - 4 tab) | (D3) Volga Oulianovsk           |

1. ↑  Affecté par plusieurs cas de Covid-19, le Tchernomorets Novorossiisk ne peut disputer sa rencontre face au Biolog-Novokoubansk et se voit obligé de déclarer forfait, écopant d'une défaite technique 3-0[3].

### Troisième tour
Le troisième tour est divisé en deux voies. D'un côté, les vingt-deux équipes restantes à l'issue des deux tours précédents s'affrontent entre elles les 11 et 12 août 2021 tandis que quatorze clubs du deuxième échelon entrent en lice à ce moment et s'opposent le 4 août 2021. Cette phase permet de déterminer les dix-huit qualifiés pour la phase de groupes.

#### Rencontres des équipes de la deuxième division
| Date        | Club                          | Score             | Club                        |
| ----------- | ----------------------------- | ----------------- | --------------------------- |
| 4 août 2021 | Kamaz Naberejnye Tchelny (D2) | 1 - 0             | (D2) Neftekhimik Nijnekamsk |
| 4 août 2021 | Veles Moscou (D2)             | 0 - 0 (9 - 8 tab) | (D2) Tom Tomsk              |
| 4 août 2021 | Ienisseï Krasnoïarsk (D2)     | 2 - 1             | (D2) Akron Togliatti        |
| 4 août 2021 | Volgar Astrakhan (D2)         | 1 - 1 (2 - 4 tab) | (D2) Kouban Krasnodar       |
| 4 août 2021 | Fakel Voronej (D2)            | 2 - 1             | (D2) Olimp-Dolgoproudny     |
| 4 août 2021 | Torpedo Moscou (D2)           | 0 - 0 (4 - 2 tab) | (D2) SKA-Khabarovsk         |
| 4 août 2021 | Metallourg Lipetsk (D2)       | 1 - 0             | (D2) Tekstilchtchik Ivanovo |

#### Rencontres des équipes des autres divisions inférieures
| Date                                | Club                               | Score             | Club                           |
| Groupe 1 (Sud)                      | Groupe 1 (Sud)                     | Groupe 1 (Sud)    | Groupe 1 (Sud)                 |
| ----------------------------------- | ---------------------------------- | ----------------- | ------------------------------ |
| 11 août 2021                        | Dinamo Stavropol (D3)              | 3 - 1             | (D3) Biolog-Novokoubansk       |
| 11 août 2021                        | Forte Taganrog (D3)                | 1 - 1 (5 - 6 tab) | (D3) Tchaïka Pestchanokopskoïe |
| 12 août 2021                        | Legion-Dinamo Makhatchkala (D3)    | 2 - 0             | (D3) Anji Makhatchkala         |
| Groupe 2 et 3 (Ouest-Centre et Est) |                                    |                   |                                |
| 11 août 2021                        | Zvezda Saint-Pétersbourg (en) (D3) | 1 - 2             | (D3) FK Leningradets           |
| 11 août 2021                        | Krasava Odintsovo (D3)             | 1 - 2             | (D3) Dinamo Briansk            |
| 11 août 2021                        | Dinamo Vladivostok (D3)            | 0 - 1             | (D3) Kaïrat Moscou             |
| 11 août 2021                        | Peresvet Domodedovo (D3)           | 0 - 2             | (D3) Znamia Noguinsk           |
| 11 août 2021                        | Volna Kovernino (D3)               | 0 - 2             | (D3) Torpedo Vladimir          |
| Groupe 4 (Oural-Privoljié et Est)   |                                    |                   |                                |
| 11 août 2021                        | Zénith Ijevsk (D3)                 | 2 - 1             | (D3) Torpedo Miass (ru)        |
| 11 août 2021                        | Volga Oulianovsk (D3)              | 0 - 2             | (D3) FK Saransk                |
| 12 août 2021                        | Dinamo Barnaoul (D3)               | 2 - 2 (4 - 3 tab) | (D3) FK Tioumen                |

## Phase de groupes
À l'issue de la phase qualificative, onze groupes de trois équipes sont établis, regroupant un club des deux premières divisions ainsi qu'un dernier représentant les autres divisions inférieures. Cette phase voit ainsi l'entrée en lice des onze clubs du premier échelon qui ne participent pas à une compétition européenne ainsi que celle du Rotor Volgograd, relégué de l'élite, et du FK Orenbourg, de l'Alania Vladikavkaz et du Baltika Kaliningrad, qui sont les trois meilleurs clubs non-promus de la deuxième division 2020-2021.
Le tirage au sort des différentes poules est effectué le 13 août 2021. Trois rencontres sont disputées au sein de chaque groupe, l'équipe de la division la plus basse jouant systématiquement à domicile. L'ensemble de la phase de groupes est disputée entre le 25 août et le 28 octobre 2021.
L'équipe classée première à l'issue de ces trois matchs se qualifie pour les huitièmes de finale. Le barème utilisé diverge de celui employé en championnat, les matchs nuls n'étant en effet pas comptés. À la place, si un match s'achève sur un résultat nul, les deux équipes doivent se départager lors d'une séance de tirs au but. Une victoire par ce biais offre deux points à l'équipe victorieuse tandis que l'équipe perdante n'en reçoit qu'un seul.
Cette phase voit notamment le Tchaïka Pestchanokopskoïe, pensionnaire de la troisième division, remporter le groupe 5 et se qualifier pour le tour suivant à la faveur de deux victoires contre le Torpedo Moscou et le FK Rostov. Dans le même temps, pas moins de six des dix groupes restants sont remportés par des équipes de la deuxième division.
Groupe 1
| Rang | Équipe                | Pts | J | G | N | P | Bp | Bc | Diff |  | Résultats (▼ dom., ► ext.) | KOU | KRA | LEN |
| ---- | --------------------- | --- | - | - | - | - | -- | -- | ---- |  | -------------------------- | --- | --- | --- |
| 1    | Kouban Krasnodar (D2) | 3   | 2 | 1 | 0 | 1 | 3  | 1  | +2   |  | Kouban Krasnodar (D2)      |     | 3-0 |     |
| 2    | FK Krasnodar (D1)     | 3   | 2 | 1 | 0 | 1 | 2  | 3  | -1   |  | FK Krasnodar (D1)          |     |     |     |
| 3    | FK Leningradets (D3)  | 3   | 2 | 1 | 0 | 1 | 1  | 2  | -1   |  | FK Leningradets (D3)       | 1-0 | 0-2 |     |

Groupe 2
| Rang | Équipe                        | Pts | J | G | N | P | Bp | Bc | Diff |  | Résultats (▼ dom., ► ext.)    | KAM | OUR | TVL |
| ---- | ----------------------------- | --- | - | - | - | - | -- | -- | ---- |  | ----------------------------- | --- | --- | --- |
| 1    | Kamaz Naberejnye Tchelny (D2) | 6   | 2 | 2 | 0 | 0 | 2  | 0  | +2   |  | Kamaz Naberejnye Tchelny (D2) |     | 1-0 |     |
| 2    | Oural Iekaterinbourg (D1)     | 3   | 2 | 1 | 0 | 1 | 2  | 1  | +1   |  | Oural Iekaterinbourg (D1)     |     |     |     |
| 3    | Torpedo Vladimir (D3)         | 0   | 2 | 0 | 0 | 2 | 0  | 3  | -3   |  | Torpedo Vladimir (D3)         | 0-1 | 0-2 |     |

Groupe 3
| Rang | Équipe              | Pts | J | G | N   | P | Bp | Bc | Diff |  | Résultats (▼ dom., ► ext.) | ARS | VEL | DBR |
| ---- | ------------------- | --- | - | - | --- | - | -- | -- | ---- |  | -------------------------- | --- | --- | --- |
| 1    | Arsenal Toula (D1)  | 5   | 2 | 1 | 1/0 | 0 | 7  | 2  | +5   |  | Arsenal Toula (D1)         |     |     |     |
| 2    | Veles Moscou (D2)   | 4   | 2 | 1 | 0/1 | 0 | 4  | 1  | +3   |  | Veles Moscou (D2)          | 1-1 |     |     |
| 3    | Dinamo Briansk (D3) | 0   | 2 | 0 | 0   | 2 | 1  | 9  | -8   |  | Dinamo Briansk (D3)        | 0-3 | 1-6 |     |

Groupe 4
| Rang | Équipe                 | Pts | J | G | N | P | Bp | Bc | Diff |  | Résultats (▼ dom., ► ext.) | NIJ | FAK | DBA |
| ---- | ---------------------- | --- | - | - | - | - | -- | -- | ---- |  | -------------------------- | --- | --- | --- |
| 1    | FK Nijni Novgorod (D1) | 6   | 2 | 2 | 0 | 0 | 2  | 0  | +2   |  | FK Nijni Novgorod (D1)     |     |     |     |
| 2    | Fakel Voronej (D2)     | 3   | 2 | 1 | 0 | 1 | 2  | 1  | +1   |  | Fakel Voronej (D2)         | 0-1 |     |     |
| 3    | Dinamo Barnaoul (D3)   | 0   | 2 | 0 | 0 | 2 | 0  | 3  | -3   |  | Dinamo Barnaoul (D3)       | 0-1 | 0-2 |     |

Groupe 5
| Rang | Équipe                         | Pts | J | G | N | P | Bp | Bc | Diff |  | Résultats (▼ dom., ► ext.)     | TCH | TMO | ROS |
| ---- | ------------------------------ | --- | - | - | - | - | -- | -- | ---- |  | ------------------------------ | --- | --- | --- |
| 1    | Tchaïka Pestchanokopskoïe (D3) | 6   | 2 | 2 | 0 | 0 | 2  | 0  | +2   |  | Tchaïka Pestchanokopskoïe (D3) |     | 1-0 | 1-0 |
| 2    | Torpedo Moscou (D2)            | 3   | 2 | 1 | 0 | 1 | 2  | 1  | +1   |  | Torpedo Moscou (D2)            |     |     | 2-0 |
| 3    | FK Rostov (D1)                 | 0   | 2 | 0 | 0 | 2 | 0  | 3  | -3   |  | FK Rostov (D1)                 |     |     |     |

Groupe 6
| Rang | Équipe                          | Pts | J | G | N   | P | Bp | Bc | Diff |  | Résultats (▼ dom., ► ext.)      | ALA | OUF | LEG |
| ---- | ------------------------------- | --- | - | - | --- | - | -- | -- | ---- |  | ------------------------------- | --- | --- | --- |
| 1    | Alania Vladikavkaz (D2)         | 6   | 2 | 2 | 0   | 0 | 5  | 2  | +3   |  | Alania Vladikavkaz (D2)         |     | 2-0 |     |
| 2    | FK Oufa (D1)                    | 2   | 2 | 0 | 1/0 | 1 | 1  | 3  | -2   |  | FK Oufa (D1)                    |     |     |     |
| 3    | Legion-Dinamo Makhatchkala (D3) | 1   | 2 | 0 | 0/1 | 1 | 3  | 4  | -1   |  | Legion-Dinamo Makhatchkala (D3) | 2-3 | 1-1 |     |

Groupe 7
| Rang | Équipe               | Pts | J | G | N   | P | Bp | Bc | Diff |  | Résultats (▼ dom., ► ext.) | ROT | AKH | KAI |
| ---- | -------------------- | --- | - | - | --- | - | -- | -- | ---- |  | -------------------------- | --- | --- | --- |
| 1    | Rotor Volgograd (D2) | 5   | 1 | 1 | 1/0 | 0 | 4  | 1  | +3   |  | Rotor Volgograd (D2)       |     | 1-1 |     |
| 2    | Akhmat Grozny (D1)   | 4   | 1 | 1 | 0/1 | 0 | 4  | 1  | +3   |  | Akhmat Grozny (D1)         |     |     |     |
| 3    | Kaïrat Moscou (D3)   | 0   | 2 | 0 | 0   | 2 | 0  | 6  | -6   |  | Kaïrat Moscou (D3)         | 0-3 | 0-3 |     |

Groupe 8
| Rang | Équipe                   | Pts | J | G | N   | P | Bp | Bc | Diff |  | Résultats (▼ dom., ► ext.) | BAL | KHI | SAR |
| ---- | ------------------------ | --- | - | - | --- | - | -- | -- | ---- |  | -------------------------- | --- | --- | --- |
| 1    | Baltika Kaliningrad (D2) | 4   | 2 | 1 | 0/1 | 0 | 2  | 1  | +1   |  | Baltika Kaliningrad (D2)   |     | 0-0 |     |
| 2    | FK Khimki (D1)           | 3   | 2 | 0 | 1/1 | 0 | 1  | 1  | 0    |  | FK Khimki (D1)             |     |     |     |
| 3    | FK Saransk (D3)          | 2   | 2 | 0 | 1/0 | 1 | 2  | 3  | -1   |  | FK Saransk (D3)            | 1-2 | 1-1 |     |

Groupe 9
| Rang | Équipe                     | Pts | J | G | N | P | Bp | Bc | Diff |  | Résultats (▼ dom., ► ext.) | IEN | KRY  | ZNA |
| ---- | -------------------------- | --- | - | - | - | - | -- | -- | ---- |  | -------------------------- | --- | ---- | --- |
| 1    | Ienisseï Krasnoïarsk (D2)  | 6   | 2 | 2 | 0 | 0 | 5  | 0  | +5   |  | Ienisseï Krasnoïarsk (D2)  |     | 1-0  |     |
| 2    | Krylia Sovetov Samara (D1) | 3   | 2 | 1 | 0 | 1 | 10 | 1  | +9   |  | Krylia Sovetov Samara (D1) |     |      |     |
| 3    | Znamia Noguinsk (D3)       | 0   | 2 | 0 | 0 | 2 | 0  | 14 | -14  |  | Znamia Noguinsk (D3)       | 0-4 | 0-10 |     |

Groupe 10
| Rang | Équipe                  | Pts | J | G | N | P | Bp | Bc | Diff |  | Résultats (▼ dom., ► ext.) | CSKA | MET | ZEN |
| ---- | ----------------------- | --- | - | - | - | - | -- | -- | ---- |  | -------------------------- | ---- | --- | --- |
| 1    | CSKA Moscou (D1)        | 6   | 2 | 2 | 0 | 0 | 6  | 0  | +6   |  | CSKA Moscou (D1)           |      |     |     |
| 2    | Metallourg Lipetsk (D2) | 3   | 2 | 1 | 0 | 1 | 2  | 3  | -1   |  | Metallourg Lipetsk (D2)    | 0-2  |     |     |
| 3    | Zénith Ijevsk (D3)      | 0   | 2 | 0 | 0 | 2 | 1  | 6  | -5   |  | Zénith Ijevsk (D3)         | 0-4  | 1-2 |     |

Groupe 11
| Rang | Équipe                | Pts | J | G | N | P | Bp | Bc | Diff |  | Résultats (▼ dom., ► ext.) | DMO | ORE | DST |
| ---- | --------------------- | --- | - | - | - | - | -- | -- | ---- |  | -------------------------- | --- | --- | --- |
| 1    | Dynamo Moscou (D1)    | 6   | 2 | 2 | 0 | 0 | 9  | 0  | +9   |  | Dynamo Moscou (D1)         |     |     |     |
| 2    | FK Orenbourg (D2)     | 3   | 2 | 1 | 0 | 1 | 3  | 4  | -1   |  | FK Orenbourg (D2)          | 0-3 |     |     |
| 3    | Dinamo Stavropol (D3) | 0   | 2 | 0 | 0 | 2 | 1  | 9  | -8   |  | Dinamo Stavropol (D3)      | 0-6 | 1-3 |     |

## Phase finale

### Huitièmes de finale
Les rencontres de ce tour sont jouées entre le 1er et le 3 mars 2022. Cette phase voit l'entrée en lice des cinq équipes restantes de la première division ayant pris part à des compétitions européennes.
Cette phase est notamment marquée par l'élimination du Lokomotiv Moscou, tenant du titre, battu lourdement à domicile (0-4) par le Ienisseï Krasnoïarsk, pourtant pensionnaire du deuxième échelon. Dans le même temps, trois clubs de cette division accèdent aux quarts de finale avec les qualifications additionnelles de l'Alania Vladikavkaz et du Baltika Kaliningrad aux dépens de l'Arsenal Toula (1-0) et du Tchaïka Pestchanokopskoïe (3-0).
| Date          | Club                          | Score | Club                           |
| ------------- | ----------------------------- | ----- | ------------------------------ |
| 1er mars 2022 | Dynamo Moscou (D1)            | 3 - 0 | (D1) FK Nijni Novgorod         |
| 2 mars 2022   | Spartak Moscou (D1)           | 6 - 1 | (D2) Kouban Krasnodar          |
| 2 mars 2022   | FK Sotchi (D1)                | 1 - 2 | (D1) CSKA Moscou               |
| 2 mars 2022   | Alania Vladikavkaz (D2)       | 1 - 0 | (D1) Arsenal Toula             |
| 3 mars 2022   | Zénith Saint-Pétersbourg (D1) | 6 - 0 | (D2) Kamaz Naberejnye Tchelny  |
| 3 mars 2022   | Lokomotiv Moscou (D1)         | 0 - 4 | (D2) Ienisseï Krasnoïarsk      |
| 3 mars 2022   | Rubin Kazan (D1)              | 2 - 1 | (D2) Rotor Volgograd           |
| 3 mars 2022   | Baltika Kaliningrad (D2)      | 3 - 0 | (D3) Tchaïka Pestchanokopskoïe |

### Quarts de finale
Disputés les 19 et 20 avril 2022, les quarts de finale voient deux clubs de deuxième division accéder aux demi-finales : l'Alania Vladikavkaz, vainqueur du Zénith Saint-Pétersbourg aux tirs au but (2-2 puis 6-5), et le Ienisseï Krasnoïarsk, qui s'impose face au Rubin Kazan (3-1). Les deux autres qualifiés sont les équipes moscovites du Dynamo et du Spartak, qui éliminent respectivement le Baltika Kaliningrad (1-1 puis 5-4 aux tirs au but) et le CSKA Moscou (1-0).
| Date          | Club                      | Score             | Club                          |
| ------------- | ------------------------- | ----------------- | ----------------------------- |
| 19 avril 2022 | Baltika Kaliningrad (D2)  | 1 - 1 (4 - 5 tab) | (D1) Dynamo Moscou            |
| 20 avril 2022 | CSKA Moscou (D1)          | 0 - 1             | (D1) Spartak Moscou           |
| 20 avril 2022 | Alania Vladikavkaz (D2)   | 2 - 2 (6 - 5 tab) | (D1) Zénith Saint-Pétersbourg |
| 20 avril 2022 | Ienisseï Krasnoïarsk (D2) | 3 - 1             | (D1) Rubin Kazan              |

### Demi-finales
Les rencontres de ce tour sont jouées les 10 et 11 mai 2022.
| Date        | Club                | Score | Club                      |
| ----------- | ------------------- | ----- | ------------------------- |
| 10 mai 2022 | Dynamo Moscou (D1)  | 3 - 0 | (D2) Alania Vladikavkaz   |
| 11 mai 2022 | Spartak Moscou (D1) | 3 - 0 | (D2) Ienisseï Krasnoïarsk |

### Finale
La finale de cette édition voit s'opposer les deux clubs moscovites du Dynamo et du Spartak. Le premier dispute sa cinquième finale de Coupe, la première depuis 2012, l'ayant emporté une fois en 1995 ; le second atteint quant à lui ce stade pour la sixième fois, s'étant imposé par trois fois tandis que son dernier passage en 2006 s'est soldé par une défaite. Les deux équipes se sont affrontées une fois en finale de la Coupe d'Union soviétique en 1950, pour une victoire 3-0 du Spartak.
Au cours d'une première mi-temps assez équilibrée durant laquelle les Spartakistes se procurent malgré tout plus d'occasions, ceux-ci parviennent à ouvrir le score dès la 10e minute de jeu par l'intermédiaire d'Aleksandr Sobolev, qui donne l'avantage aux siens à la pause. La deuxième période voit dans un premier temps le Dynamo inscrire le but de l'égalisation grâce à Arsen Zakharyan à la 55e minute. Quincy Promes finit cependant par redonner l'avantage au Spartak un peu plus d'un quart d'heure plus tard pour porter le score à 2-1. Dans les dernières secondes de la rencontre, le Dynamo obtient une ultime occasion d'égaliser lorsque Rouslan Litvinov (en) se rend coupable d'une faute sur Roman Ievgueniev dans la surface de réparation, offrant un penalty aux Blanc et bleus. La tentative de Daniil Fomine passe cependant au-dessus du but tandis que le Spartak remporte son quatrième titre dans la compétition.
| Titulaires :  |    |                               |     |
|               |    |                               |     |
| G             | 98 | 0 Aleksandr Maksimenko        |     |
| DC            | 14 | 0 Gueorgui Djikiya            | 66e |
| DC            | 2  | 0 Samuel Gigot                |     |
| DC            | 68 | 0 Rouslan Litvinov (en)       |     |
| MG            | 8  | 0 Victor Moses                |     |
| MC            | 17 | 0 Christopher Martins Pereira |     |
| MC            | 25 | 0 Danil Proutsev (en)         |     |
| MD            | 26 | 0 Danil Khlousevitch (en)     |     |
| AiG           | 22 | 0 Mikhaïl Ignatov (en)        | 66e |
| AiD           | 7  | 0 Aleksandr Sobolev           | 82e |
| AC            | 24 | 0 Quincy Promes               | 90e |
|               |    |                               |     |
| Remplaçants : |    |                               |     |
| D             | 3  | 0 Maximiliano Caufriez        | 66e |
| A             | 19 | 0 Shamar Nicholson            | 66e |
| M             | 47 | 0 Roman Zobnine               | 82e |
| M             | 18 | 0 Nail Umyarov                | 90e |
|               |    |                               |     |
| Entraîneur :  |    |                               |     |
| Paolo Vanoli  |    |                               |     |

| Titulaires :   |    |                         |     |
|                |    |                         |     |
| G              | 1  | 0 Igor Lechtchouk       |     |
| DG             | 2  | 0 Guillermo Varela      | 88e |
| DC             | 24 | 0 Roman Ievgueniev      |     |
| DC             | 5  | 0 Fabián Balbuena       |     |
| DD             | 4  | 0 Sergueï Parchivliouk  | 77e |
| MG             | 7  | 0 Dmitri Skopintsev     | 88e |
| MC             | 74 | 0 Daniil Fomine         |     |
| MD             | 53 | 0 Sebastian Szymański   |     |
| AiG            | 47 | 0 Arsen Zakharyan       |     |
| AiD            | 40 | 0 Fiodor Smolov         | 77e |
| AC             | 70 | 0 Konstantin Tioukavine |     |
|                |    |                         |     |
| Remplaçants :  |    |                         |     |
| A              | 19 | 0 Danil Lesovoï         | 77e |
| A              | 20 | 0 Viatcheslav Grouliov  | 77e |
| M              | 8  | 0 Nikola Moro           | 88e |
| M              | 25 | 0 Denis Makarov         | 88e |
|                |    |                         |     |
| Entraîneur :   |    |                         |     |
| Sandro Schwarz |    |                         |     |

| Titulaires :  |    |                               |     |
|               |    |                               |     |
| G             | 98 | 0 Aleksandr Maksimenko        |     |
| DC            | 14 | 0 Gueorgui Djikiya            | 66e |
| DC            | 2  | 0 Samuel Gigot                |     |
| DC            | 68 | 0 Rouslan Litvinov (en)       |     |
| MG            | 8  | 0 Victor Moses                |     |
| MC            | 17 | 0 Christopher Martins Pereira |     |
| MC            | 25 | 0 Danil Proutsev (en)         |     |
| MD            | 26 | 0 Danil Khlousevitch (en)     |     |
| AiG           | 22 | 0 Mikhaïl Ignatov (en)        | 66e |
| AiD           | 7  | 0 Aleksandr Sobolev           | 82e |
| AC            | 24 | 0 Quincy Promes               | 90e |
|               |    |                               |     |
| Remplaçants : |    |                               |     |
| D             | 3  | 0 Maximiliano Caufriez        | 66e |
| A             | 19 | 0 Shamar Nicholson            | 66e |
| M             | 47 | 0 Roman Zobnine               | 82e |
| M             | 18 | 0 Nail Umyarov                | 90e |
|               |    |                               |     |
| Entraîneur :  |    |                               |     |
| Paolo Vanoli  |    |                               |     |

| Titulaires :   |    |                         |     |
|                |    |                         |     |
| G              | 1  | 0 Igor Lechtchouk       |     |
| DG             | 2  | 0 Guillermo Varela      | 88e |
| DC             | 24 | 0 Roman Ievgueniev      |     |
| DC             | 5  | 0 Fabián Balbuena       |     |
| DD             | 4  | 0 Sergueï Parchivliouk  | 77e |
| MG             | 7  | 0 Dmitri Skopintsev     | 88e |
| MC             | 74 | 0 Daniil Fomine         |     |
| MD             | 53 | 0 Sebastian Szymański   |     |
| AiG            | 47 | 0 Arsen Zakharyan       |     |
| AiD            | 40 | 0 Fiodor Smolov         | 77e |
| AC             | 70 | 0 Konstantin Tioukavine |     |
|                |    |                         |     |
| Remplaçants :  |    |                         |     |
| A              | 19 | 0 Danil Lesovoï         | 77e |
| A              | 20 | 0 Viatcheslav Grouliov  | 77e |
| M              | 8  | 0 Nikola Moro           | 88e |
| M              | 25 | 0 Denis Makarov         | 88e |
|                |    |                         |     |
| Entraîneur :   |    |                         |     |
| Sandro Schwarz |    |                         |     |